# Quartiere Borgo Garibaldi
Il quartiere Borgo Garibaldi, chiamato anche Borgo delle Grazie, è un quartiere storico di Marino, in provincia di Roma, nell'area dei Castelli Romani.
Collocato fuori dalle mura di Marino, è popolarmente chiamato in dialetto marinese "For de Porta". Vi si trovano alcune importanti emergenze monumentali (come la chiesa di Santa Maria delle Grazie o il convento del Santissimo Rosario) oltre alla notevole area di verde pubblico di piazza Giuseppe Garibaldi.

## Storia

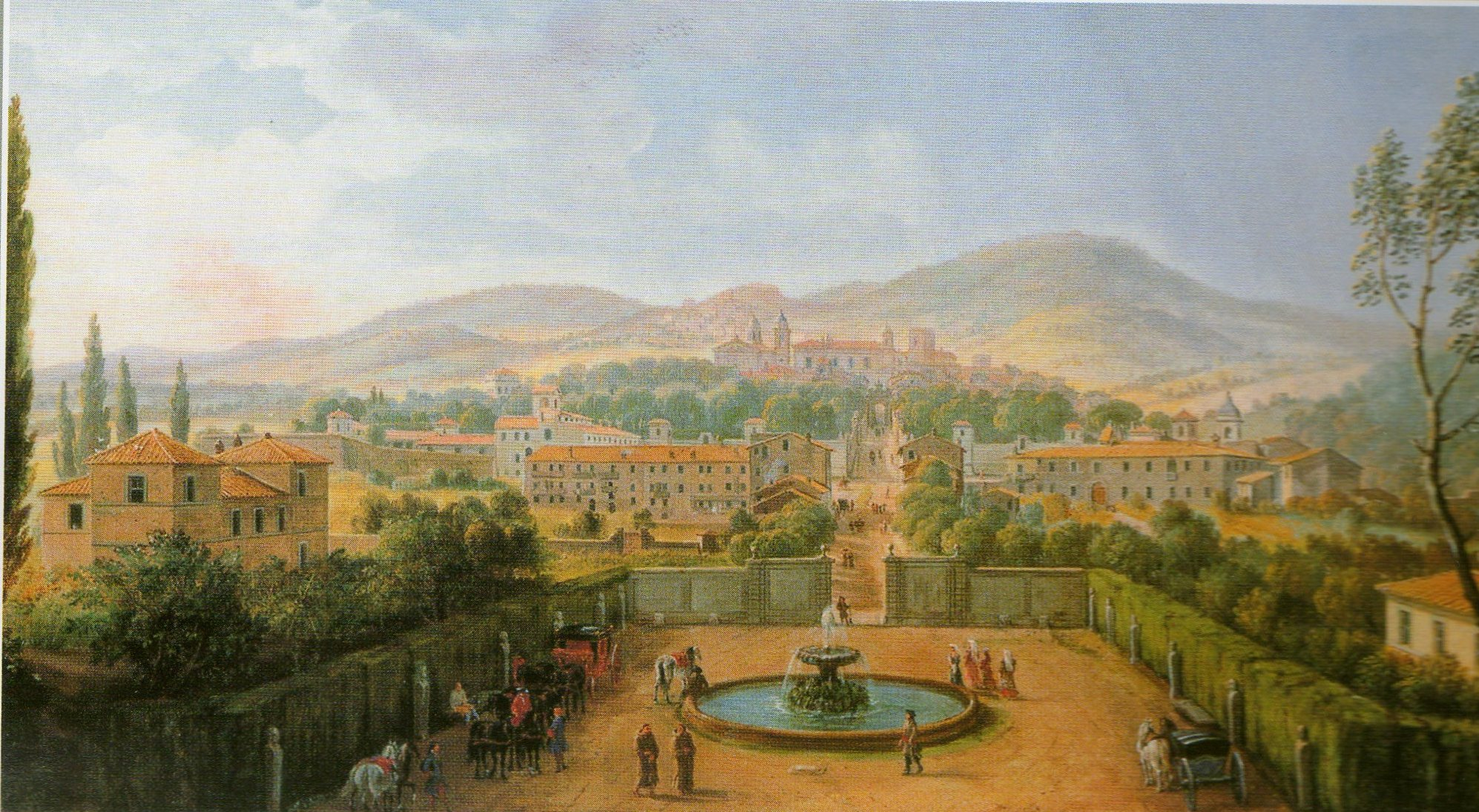
L'ingresso a Marino da nord in una veduta di Gaspar van Wittel realizzata nel 1719 per i Colonna. Si notano il campanile delle Grazie e Palazzo Colonna.

Questa zona si trovava originariamente fuori dalle mura di Marino, e perciò è ancora chiamato confidenzialmente "For de Porta" dai marinesi: le porte in questione sono porta Giordana, varco trecentesco posto al termine di via Paolo Mercuri, e porta Romana, accesso monumentale all'abitato posto all'imbocco di via Roma. La demolizione di entrambe le porte fu deliberata dal Consiglio comunale nel 1888.
Il quartiere si articola attorno a piazza Giuseppe Garibaldi, una grande piazza ellittica anticamente chiamata come "piazza del Mercato"' o "delle Monache", per via del prospiciente convento del Santissimo Rosario. Al centro di questa piazza nel 1990, in occasione della permanenza a Marino della Nazionale italiana di calcio per i Mondiali di calcio Italia '90, è stato curata la realizzazione di un'area di verde pubblico attrezzata con parco giochi e pista in cemento.
Gran parte del quartiere è nato nel secondo dopoguerra sui terreni dei Giardini Colonna. Questa residenza della famiglia Colonna, secondaria ma non per questo meno rifinita, fu costruita ed ampliata nel corso del Cinquecento e riadattata ad uso produttivo nell'Ottocento, dopo un lungo periodo di decadenza.
Il Comune di Marino fin dal 1877 pianificò l'espansione dell'abitato mediante l'urbanizzazione di quell'area, che fu espropriata al principe Giovanni Andrea Colonna nel 1879. Fu tracciato viale Massimo d'Azeglio, arteria di scorrimento ed asse di urbanizzazione, e lentamente tra la fine dell'Ottocento e l'inizio del Novecento iniziarono a comparire delle abitazioni nella zona. Durante il fascismo fu costruita la palestra della Gioventù Italiana del Littorio, pertinente al plesso scolastico dell'istituto comprensivo statale "Giacomo Carissimi", risalente al secondo dopoguerra.
Nel 1974 si è costituito un Comitato di quartiere Borgo Garibaldi, la cui esistenza è stata formalizzata nel 2005. Il Comitato di quartiere ha svolto e svolge compiti importanti come manutenzione e cura del giardino e l'organizzazione della  festa della Madonna delle Grazie.Il Comitato dei festeggiamenti "Madonna de u Sassu" che si trova nell'area del quartiere di borgo Garibaldi, si occupa esclusivamente dei festeggiamenti e pulizia dell edicola in cui la Madonna è situata,agendo in propria autonomia. La sinergia dei due comitati mantiene vitalità culturale e sociale nel quartiere.
Al 2011 è in costruzione un nuovo complesso residenziale in località Paolina, ai limiti settentrionali del quartiere lungo via Cesare Colizza.

## Monumenti e luoghi d'interesse

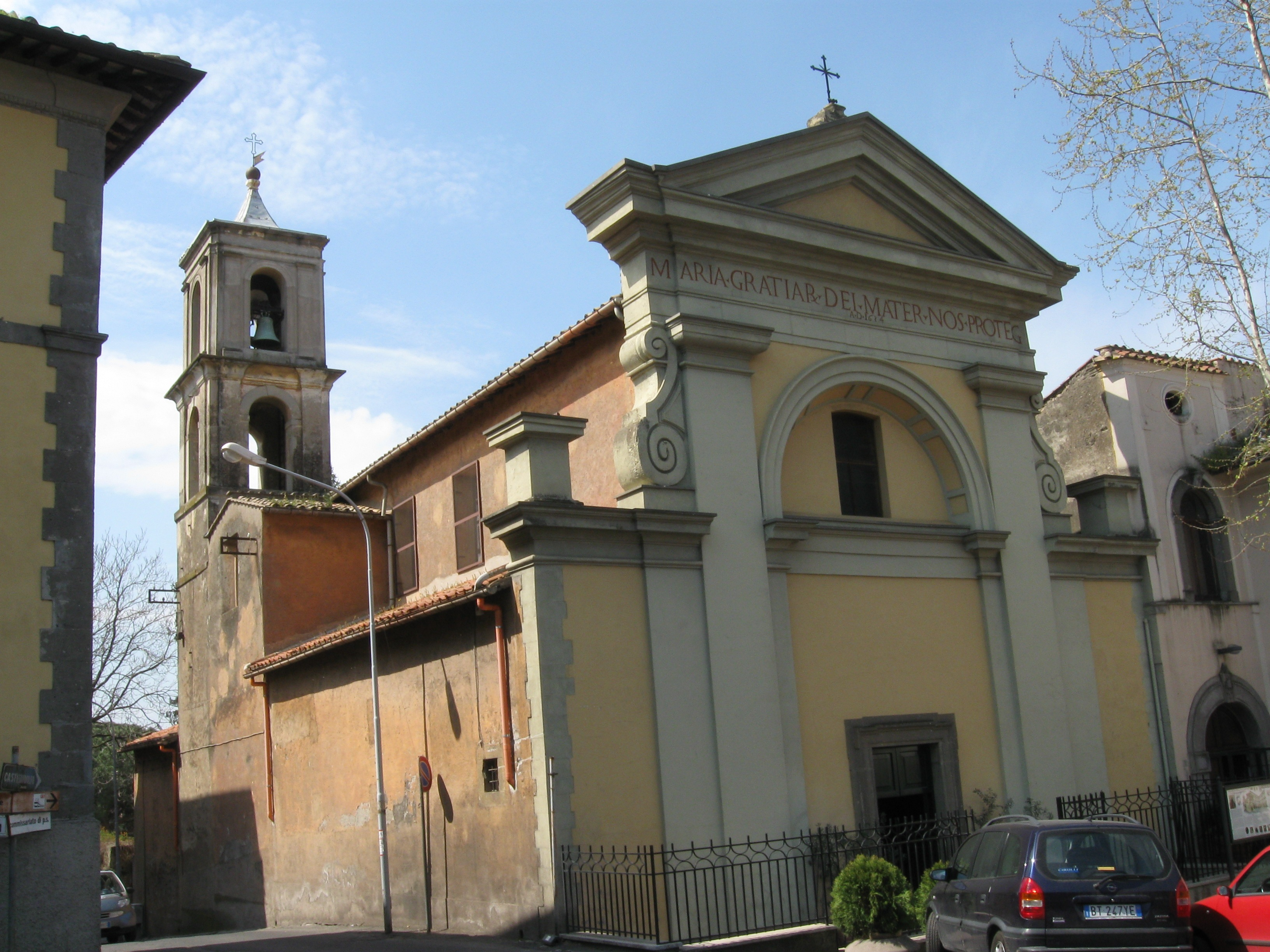
La chiesa di Santa Maria delle Grazie.

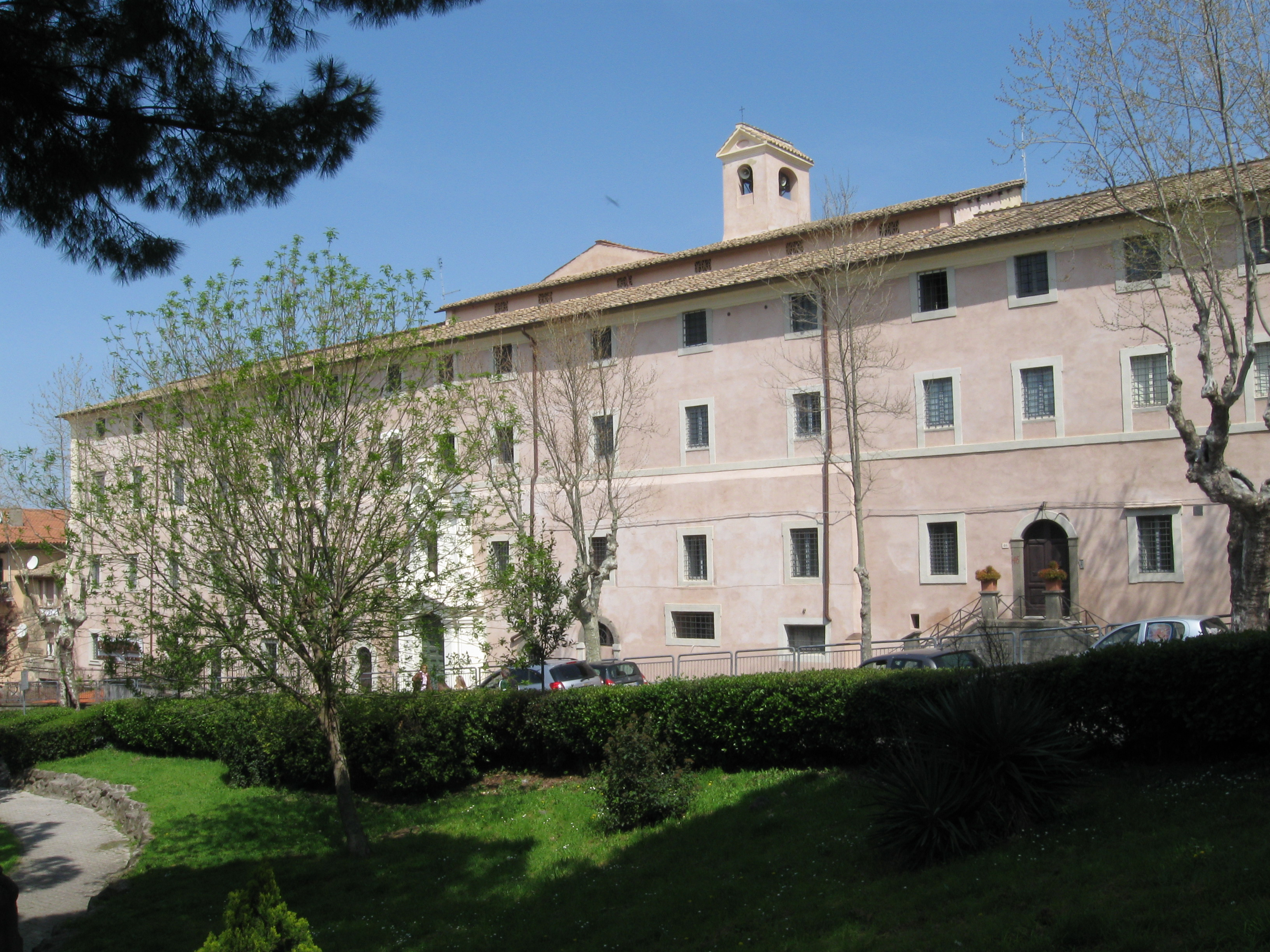
Il convento del Santissimo Rosario dopo il restauro della facciata.

### Chiese e luoghi di culto

#### Chiesa ed ex-convento di Santa Maria delle Grazie
Nata probabilmente tra Trecento e Quattrocento come oratorio della potente Confraternita del Gonfalone di Marino, nel 1508 fu ceduta dalla stessa Confraternita agli agostiniani, che vi stabilirono un proprio convento, chiuso nel 1874 in forza delle leggi postunitarie di soppressione degli ordini religiosi contemplativi e di eversione dell'asse ecclesiastico.
La chiesa è stata istituita in parrocchia nel 1954. La facciata è stata rimaneggiata nel 1643 su progetto dell'architetto Vincenzo della Greca. All'interno accoglie un "San Rocco" attribuito al Domenichino ed un affresco raffigurante la "Vergine delle Grazie" attribuito a Benozzo Gozzoli.
Nei locali dell'ex-convento agostiniano, da poco ristrutturati, si trova l'Ostello della gioventù comunale, una delle poche strutture del genere nel panorama dei Castelli Romani.

#### Chiesa e convento del Santissimo Rosario
Questo convento di clausura abitato da suore domenicane di stretta osservanza fu fondato nel 1675, grazie all'interessamento di Antonia e Lorenzo Onofrio Colonna, su sollecitazione di loro sorella madre Maria Isabella Colonna, suora domenicana del convento dei Santissimi Domenico e Sisto a Roma. La piccola chiesa conventuale, un vero gioiello di architettura rococò, fu costruita tra il 1712 ed il 1713 su disegno del defunto architetto Giuseppe Sardi.

#### Edicole sacre
- Edicola della Madonna de 'u Sassu. L'immagine è stata collocata all'inizio di via Roma, presso porta Romana, nel 1596, con la significativa epigrafe latina: "Posuerunt me custode". Dal 1984 il locale Comitato di quartiere solennizza la venerazione per questa antica immagine con una festa, nel mese di luglio.
- Edicola della Madonna delle Grazie. Immagine scolpita nel 1996 da Giuseppe Rufo e collocata nel parco pubblico di piazza Garibaldi (cosiddetto Giardinaccio).[11] Porta l'intitolazione dell'omonimo dipinto quattrocentesco posto dietro l'altar maggiore della chiesa di Santa Maria delle Grazie -che affaccia sulla piazza-.
- Edicola della Madonna di Fátima. Immagine recente, collocata lungo il viale di Villa Colizza, ora istituto religioso delle Suore Missionarie di Nostra Signora degli Apostoli.[11]

### Architetture civili

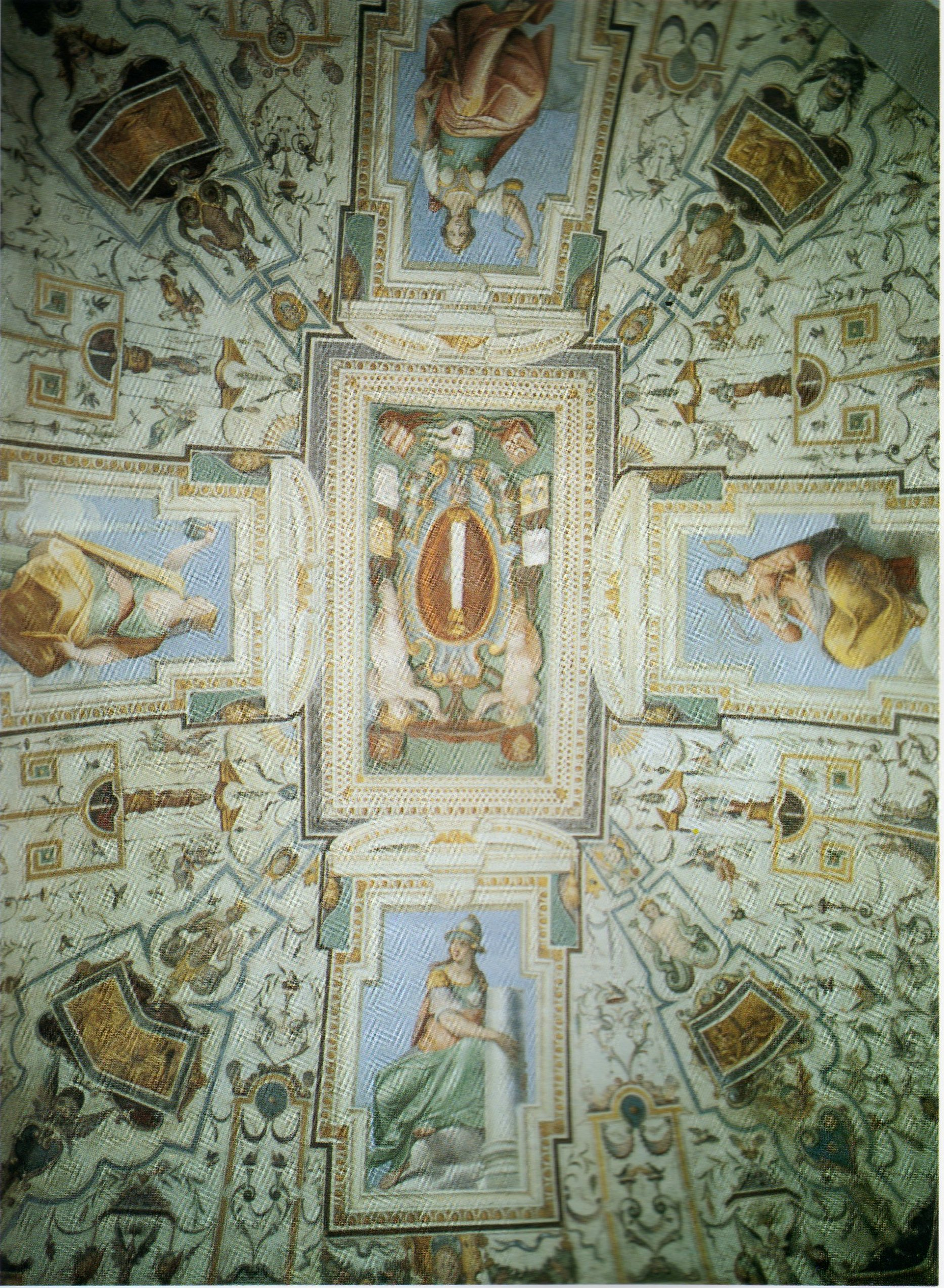
Il soffitto affrescato del Casino Colonna.

#### Palazzo Bandinelli
Questo palazzo, prospiciente piazza Garibaldi, fu costruito nel Quattrocento dal ricco cittadino romano Bartolomeo Bandinelli, il quale lo donò in seguito all'Arciconfraternita di San Giovanni Decollato di Roma, di cui era membro. Ospita un centro di accoglienza residenziale della Comunità Nuovi Orizzonti.

#### Villa Colizza
Quella che è nota come Villa Colizza, dal cognome degli ultimi proprietari laici, nacque in realtà come Villa Colonna di Bevilacqua, perché venne fatta costruire nella prima metà del Seicento da Filippo I Colonna per sua moglie Lucrezia Tomacelli, analogamente alla Villa Colonna di Belpoggio, conosciuta come Villa Desideri; è abitata dalle Suore Missionarie di Nostra Signora degli Apostoli, confidenzialmente note dai marinesi come "monache di Colizza".
Una delle emergenze architettoniche più importanti della villa, notevolmente sconvolta nell'Ottocento, è il portale piuttosto manierista di via Romana, chiuso al transito, che presenta analogie con altri coevi portali seicenteschi del territorio (quello Barberini di Due Santi o quello, crollato, cosiddetto "dei Francesi" a Sassone, in comune di Ciampino).

#### Il Casino Colonna ed i Giardini
Il Casino di caccia fu voluto da Ascanio I Colonna nell'ambito degli interventi urbanistici per la visita a Roma dell'imperatore Carlo V d'Asburgo -suocero di Ascanio Colonna- nel 1532. Alla fine del Cinquecento il complesso fu ampliato con il cosiddetto "Giardino Nuovo" per volere del cardinale Ascanio Colonna, su progetto probabilmente di Girolamo Rainaldi, l'architetto che contemporaneamente si occupò della risistemazione di Palazzo Colonna.
Nel Settecento l'area verde venne progressivamente abbandonata, e trasformata in terreno agricolo nel secolo successivo. In questo periodo, tra l'altro, vennero costruiti dei granai che danno ancora il nome ad una via di Borgo Garibaldi. Nel 1879 il Comune di Marino espropriò l'area degli Orti Colonna ex-Giardini e diede il via all'espansione urbanistica del centro di Marino in quella direzione.
Il Casino Colonna, sopravvissuto all'urbanizzazione anche se attorniato dalle moderne palazzine, fu acquistato da Alberto Moravia negli anni Sessanta e poi da questi venduto allo scultore fontanese Umberto Mastroianni, che vi ha vissuto fino alla morte avvenuta nel 1998.

#### I villini Grandi
I cosiddetti "villini Grandi" sono tre villini costruiti a partire dal 1904 dall'ingegner Achille Grandi su un relitto degli ex-Giardini Colonna. In uno di questi villini fu residente Giuseppe Ungaretti.
Si caratterizzano per l'eclettismo (mescolanza di vari stili architettonici) tipico degli anni del liberty, la corrente artistica in voga negli anni della "Belle Époque".

## Società

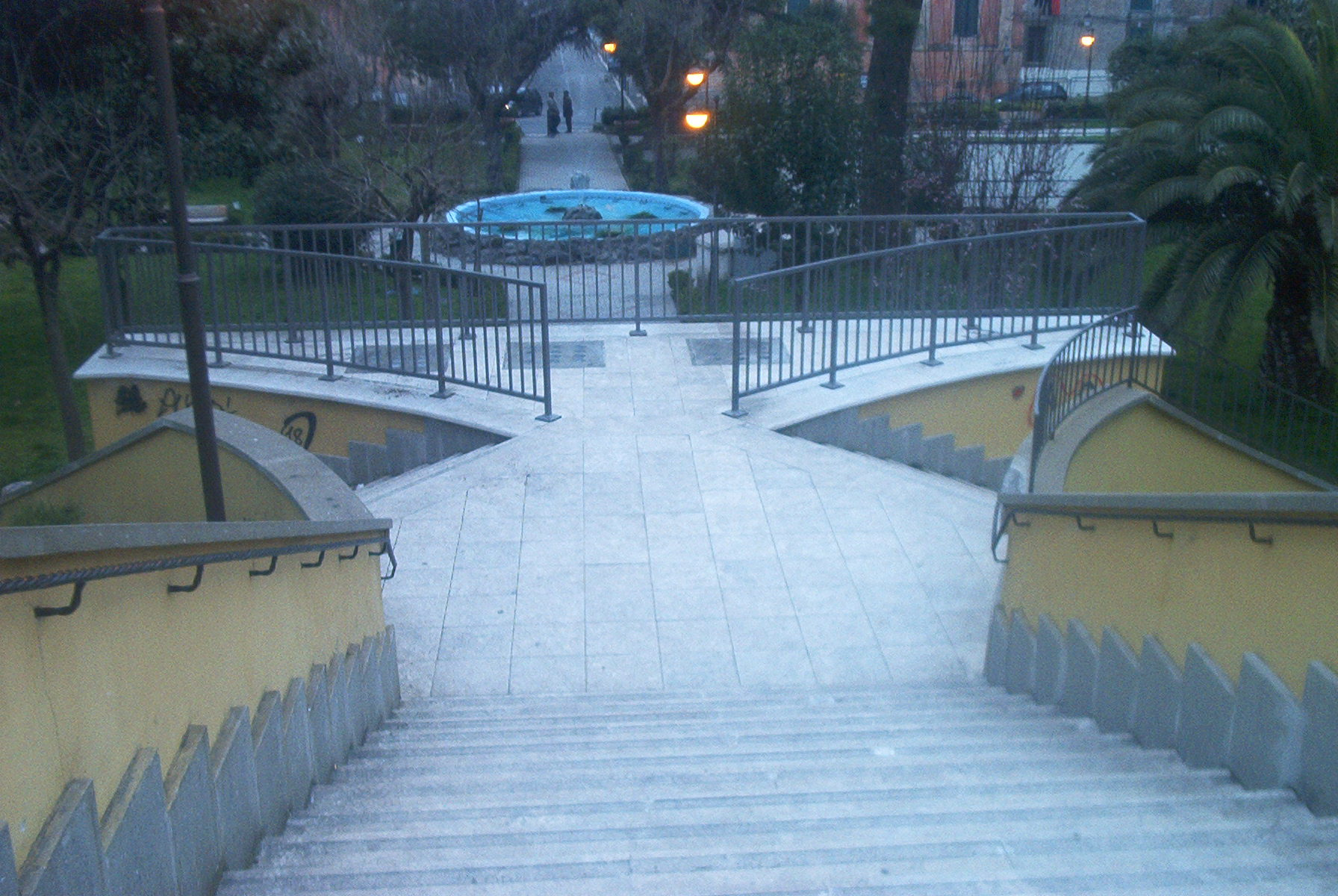
La scalea del giardino pubblico di piazza Garibaldi (cosiddetto Giardinaccio) dopo il restauro del 2005.

### Tradizioni cristiane cattoliche
- Festa della Madonna de 'u Sassu.
- Festa della Madonna delle Grazie.

### Istituzioni, enti e associazioni
- Ufficio postale n° 1 (Galleria del Paradiso, viale Massimo d'Azeglio 1).
- Consultorio ASL RMH (Galleria del Paradiso, via Costa Batocchi 20).[17]
- Multiservizi dei Castelli di Marino S.p.A. (sede legale ed uffici al pubblico).[18]
- Comitato di quartiere Borgo Garibaldi.
- Centro sociale autogestito "I Po'"

## Cultura

### Scuole
- Istituto comprensivo statale "Giacomo Carissimi" (scuola dell'infanzia, elementari e medie).

## Sport

### Impianti sportivi
- Palestra polivalente dell'istituto comprensivo statale "Giacomo Carissimi" (ex-GIL)